# Bakroe
Een bakroe (bakru in Sranantongo, baccoo in Guyana en bakulu of bakuu in Saramaccaans) is een figuur uit de Surinaamse en Guyanese folklore. Een bakroe heeft een groot hoofd en bestaat voor de helft uit hout en voor de helft uit vlees.

## Beschrijving
De bakroe is een mytisch figuur uit de Surinaamse folklore. Het wordt omschreven als een gedrocht dat uit twee delen bestaat. De linkerhelft is van hout, de rechterhelft van vlees. Een grote kop staat op een korte hals en de tanden treden buiten een grote mond. Het hoofd  omvat de helft van het lichaam Waar de totale lengte van het lichaam 3 voet is. De bakroes worden ook omschreven als korte mannen met grote ogen, lange armen en benen met als opvallend kenmerk het ontbreken van Knieschijven

## Verschijningsvormen
In de verschillende vertellingen waarin een bakroe voorkomt, wordt een onderscheid gemaakt tussen de 'wilde bakroe' en werkende bakroe (wroko-bakru). De wilde bakroe zou de buurt onveilig maken vanuit verlaten huizen, op straathoeken, onder bruggen of in buizen van sloten en kreken (kokro-bakru). De werkende bakroe zou dan weer onder invloed staan van marktkramers of andere succesvolle ondernemers. die als bazen over de bakroes fungeren. Die invloed zou een gunstig effect hebben op het succes van de onderneming, doordat bakroes een onzichtbare aantrekkingskracht uitoefenen op de klanten. Dit succes blijft echter gelden zolang de marktkramer goed voor de bakroe zorgt. Zodra de bakroe honger lijdt, gaat de Bakroe op zoek naar een andere baas, waarbij de eerdere baas behekst achtergelaten wordt. De bakroe is ook nooit bang, want hij is nooit alleen. Een bakroe beschikt over de gave van zwarte magie.
Het echtpaar Herskovits noemt een bakroe in Suriname Folk-lore Repelsteeltje; het verhaal heeft grote overeenkomsten met dit sprookje. Bakroe, die zijn naam laat raden, heet in het Sranantongo Akantiudu (Houten Kant).

## Oorsprong
De bakroe zou afgeleid zijn van abiku. De abiku is een begrip bij de Yoruba voor de geest van overleden baby's die nog geen naam hadden gekregen. Ter nagedachtenis van de overleden baby's worden houten beeldjes gemaakt om de geest rustig te houden.